# 样田乡
样田乡，是中华人民共和国河北省张家口赤城县下辖的一个乡镇级行政单位。

## 行政区划
样田乡下辖以下地区：
样田村、张浩村、杨家坟村、东红石窑村、郭家屯村、柳林屯村、双山寨村、石灰窑村、邓家窑村、刘长沟村、老东山村、梁家沟村、尹家沟村、三合村、沈家沟村、尚家堡村、尹家窑村、水磨窑村、上马山村、下马山村、灰窑子村、倪家沟村和小西沟村。